# 詹乃蓁
詹乃蓁（1986年3月28日—），台灣女模特兒，屬伊林模特儿经纪公司。

## 簡歷
2005年6月簽約伊林模特儿经纪公司。2006年10月23日起在八大綜合台綜藝節目《康康侯賽擂》擔任助理主持工作。2008年起，擔任三立都會台綜藝節目《王牌大贱谍》助理主持（Why Girl）。2009年5月，由於模特兒和助理主持工作長期站立，造成腰椎受傷，暫時停止助理主持的工作。2009年5月28日，《王牌大贱谍》「助理主持到底是做什麽的？」节目中，第一次以來賓身份上綜藝節目。2010年，被各大媒體票選台北車展MODEL第一名。2016年公布懷孕喜訊。

## 平面媒體
- 台灣
  - 山葉機車平面廣告
  - EPSON平面廣告(投影機.印表機等各商品)
  - 大葉高島屋 目錄
  - 山項鳥 目錄
  - 莎薇內衣-型錄
  - 東元冷氣
  - Baby-G 錶
  - 宜而爽 居家服
  - 春明秀 型錄
  - LEVI's 廣編
  - 至尊娛樂城 平面
  - LG 平面
  - 中友百貨目錄及封面
  - 台北市集快報 封面

- 香港
  - 東方日報 名人專訪
  - 數碼雙周 名人專訪

## 演出作品
- 台灣
  - 《莒光園地》即刻救援1（華視，2010年） 飾演 佩琪
  - 《莒光園地》即刻救援2（華視，2010年） 飾演 佩琪
  - 《莒光園地》晴天（華視，2011年） 飾演 曉蓓
  - 《我可能不會愛你》（民視無線台，2011年）客串 立威秘書
  - 《政大 尋找舊情人》(2011年) 微電影
  - 《k歌情人夢》 (衛視中文台2013年)客串 model老師
  - 《女王的誕生》 (中視2013年)客串 modeL

- 香港
  - 樂．滿家  微電影(女主角)  狗主角 張衛健配音 (2012年)
  - 中秋宣傳片 (2012年)
  - 物.語女子 微電影 之 微電影女孩(女主角)與港星 周柏豪合演 (2013年)

## 助理主持
- 八大綜合臺《康康侯賽擂》。
- 東風衛視《三只小豬》。
- 三立都會台《王牌大贱谍》，Why Girl。
- 華視《Power Sunday》，〈案發現場〉女警（2009年5月31日、6月7日播出）。
- 超視《超級大玩咖》

## 出版品
- 萌幻想寫真書
- 漂亮妹妹甜心卡
- Eelin Girl撲克牌

## 外部連結
- JUST 詹乃蓁的Facebook專頁
- 乃蓁 個人 Instagram